# Colin Coosemans
Colin Coosemans (Gent, 3 augustus 1992) is een Belgische voetballer (doelman) die sinds 2021 onder contract staat bij RSC Anderlecht.

## Clubcarrière

### Club Brugge
Coosemans begon bij de jeugd van VSV Gent en stapte op achtjarige leeftijd over naar Club Brugge. De doelman werkte zich in geen tijd op naar de A-kern. In 2010 werd hij door trainer Adrie Koster als derde doelman in de kern opgenomen. Op enkele oefenwedstrijden na kwam Coosemans niet aan de bak bij blauw-zwart. Stijn Stijnen was de absolute nummer 1, voor Geert De Vlieger en Coosemans.
Na een blessure van Stijnen schoven De Vlieger en Coosemans tijdelijk een plaatsje op in de pikorde. Toen De Vlieger vervolgens tijdens de Europese wedstrijd tegen Villarreal CF geblesseerd uitviel, werd Coosemans zijn vervanger. Voor de dan achttienjarige doelman was het zijn debuut op het hoogste niveau en meteen ook zijn eerste Europese wedstrijd.
Enkele dagen later startte Coosemans in de basis tegen KAA Gent. Het was zijn debuut in de Belgische competitie. De wedstrijd werd gewonnen.
Begin 2011 kreeg de doelman de bijnaam "The Magnet" (of op z'n Brugs : de mahneete) toegeschreven die tot op heden geniet van een groeiend succes. Deze alias was het gevolg van zijn prestaties bij Club Brugge begin 2011. Tijdens de heenronde van het seizoen 2011/12 kwam de plaats van Coosemans ter discussie. Na het ontslag van Koster werd hij tweede keeper (na Kujovic) onder het interim duo Verkempinck en Clement. Voor de eerste wedstrijd onder de nieuwe coach, Christoph Daum, zat Coosemans niet eens meer in de wedstrijdselectie. Dit kwam doordat Bojan Jorgačević, tijdens het seizoen overgekomen van KAA Gent, de nieuwe nummer 1 werd.

### Waasland-Beveren
Om Coosemans meer speeltijd te gunnen, werd besloten hem uit te lenen aan neo-eersteklasser Waasland-Beveren. Daar begon hij als doublure van Michael Clepkens, die met Waasland-Beveren de promotie afdwong. Na 13 speeldagen (waarin Clepkens 23 tegendoelpunten incaseerde) kreeg Coosemans z'n kans. Op 31 oktober maakte hij z'n debuut voor de Waaslanders in de derby tegen Lokeren. Ook tegen Beerschot AC en Charleroi kreeg hij de voorkeur boven Clepkens. Op 17 november speelde hij met Waasland-Beveren tegen zijn eigen werkgever. Hij incasseerde zes doelpunten en Club Brugge won met 2-6 op de Freethiel. Ook na de komst van nieuwe trainer Glen De Boeck bleef hij titularis. Na het seizoen werd hij door Waasland-Beveren definitief overgenomen van blauw-zwart.

### KV Mechelen
Van 2015 tot 2018 speelde Coosemans 62 wedstrijden voor KV Mechelen.

### KAA Gent
Op 29 juni 2018 werd bekendgemaakt dat Coosemans KV Mechelen verruilde voor KAA Gent. Het transferbedrag zou 750.000 euro bedragen. Een deel van de Gent-supporters was ontevreden met de komst van Coosemans vanwege zijn verleden bij aartsrivaal Club Brugge en zijn gedrag ten opzichte van de supporters van Gent. Coosemans verdedigde dat seizoen uiteindelijk slechts drie keer het Gentse doel. Hij speelde er zijn laatste wedstrijd in september 2019.

### RSC Anderlecht
In de zomer van 2021 verruilde hij KAA Gent voor RSC Anderlecht, waar hij lang fungeerde als reservedoelman. Pas op 24 april 2024 tegen Cercle Brugge in de Champions Play-offs maakte Coosemans zijn debuut voor de Brusselse club. Hij verving eerste doelman Kasper Schmeichel die tijdens de rust in de kleedkamer bleef door hinder aan de adductoren. Anderlecht won met 3-0. Na Schmeichels vertrek in de zomer naar het Schotse Celtic werd Coosemans eerste doelman. In juni 2025 werd hij door de supporters uitgeroepen tot Anderlecht-speler van het Seizoen.

## Clubstatistieken
| Seizoen                           | Club               | Land   | Competitie         | Competitie | Competitie | Beker | Beker | Internationaal | Internationaal | Totaal | Totaal |
| Seizoen                           | Club               | Land   | Competitie         | Wed.       | Dlp.       | Wed.  | Dlp.  | Wed.           | Dlp.           | Wed.   | Dlp.   |
| --------------------------------- | ------------------ | ------ | ------------------ | ---------- | ---------- | ----- | ----- | -------------- | -------------- | ------ | ------ |
| 2010/11                           | Club Brugge        | België | Jupiler Pro League | 19         | 0          | 1     | 0     | 1              | 0              | 21     | 0      |
| 2011/12                           | Club Brugge        | België | Jupiler Pro League | 13         | 0          | 2     | 0     | 7              | 0              | 22     | 0      |
| 2012/13                           | → Waasland-Beveren | België | Jupiler Pro League | 24         | 0          | 1     | 0     | —              | —              | 25     | 0      |
| 2013/14                           | Waasland-Beveren   | België | Jupiler Pro League | 33         | 0          | 0     | 0     | —              | —              | 33     | 0      |
| 2014/15                           | Waasland-Beveren   | België | Jupiler Pro League | 22         | 0          | 0     | 0     | —              | —              | 22     | 0      |
| 2015/16                           | KV Mechelen        | België | Jupiler Pro League | 0          | 0          | 0     | 0     | —              | —              | 0      | 0      |
| 2016/17                           | KV Mechelen        | België | Jupiler Pro League | 28         | 0          | 2     | 0     | —              | —              | 30     | 0      |
| 2017/18                           | KV Mechelen        | België | Jupiler Pro League | 30         | 0          | 2     | 0     | —              | —              | 32     | 0      |
| 2018/19                           | KAA Gent           | België | Jupiler Pro League | 2          | 0          | 0     | 0     | 1              | 0              | 3      | 0      |
| 2019/20                           | KAA Gent           | België | Jupiler Pro League | 1          | 0          | 1     | 0     | 0              | 0              | 2      | 0      |
| 2020/21                           | KAA Gent           | België | Jupiler Pro League | 0          | 0          | 0     | 0     | 1              | 0              | 1      | 0      |
| 2021/22                           | RSC Anderlecht     | België | Jupiler Pro League | 0          | 0          | 0     | 0     | 0              | 0              | 0      | 0      |
| 2022/23                           | RSC Anderlecht     | België | Jupiler Pro League | 0          | 0          | 0     | 0     | 0              | 0              | 0      | 0      |
| 2023/24                           | RSC Anderlecht     | België | Jupiler Pro League | 1          | 0          | 0     | 0     | 0              | 0              | 1      | 0      |
| Totaal                            | Totaal             | Totaal | Totaal             | 173        | 0          | 9     | 0     | 10             | 0              | 192    | 0      |
| Bijgewerkt t/m 12 september 2021. |                    |        |                    |            |            |       |       |                |                |        |        |